# 1990년 아시안 게임 중화인민공화국 선수단
1990년 아시안 게임 중화인민공화국 선수단은 중화인민공화국 베이징에서 개최된 1990년 아시안 게임에 참가한 아시안 게임 중화인민공화국 선수단이다.

## 같이 보기
- 아시안 게임